# Trolejbusová doprava v Pekingu

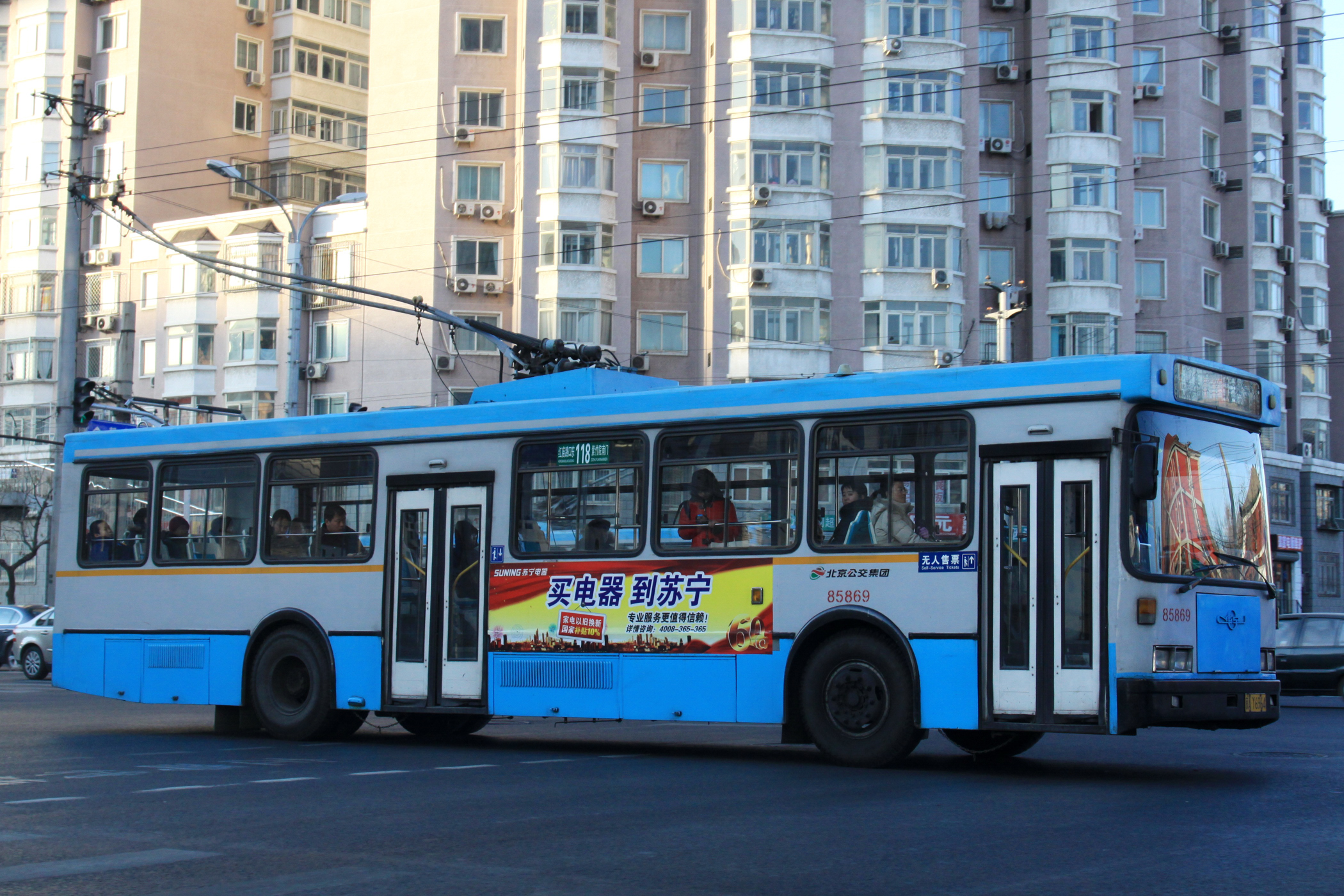
Pekingský trolejbus značky Huayu na lince 118

Trolejbusová doprava v Pekingu je provozována od roku 1957.
Trolejbusový provoz v Pekingu byl zahájen 26. února 1957. Československý podnik Škoda Ostrov sem na konci 50. let dodal celkem 52 trolejbusů Škoda 8Tr. V dalších letech trolejbusy zcela nahradily místní tramvaje; poslední z nich vyjela 6. května 1966. Během 60. a 70. let 20. století byly trolejbusy nejdůležitější součástí MHD, nicméně o toto postavení přišly v dalších desetiletích, kdy nastal prudký rozmach autobusů. V 80. letech byl do Pekingu dodán také jeden trolejbus Škoda 14Tr.
Současným provozovatelem sítě je dopravce Beijing Public Transport Holdings. Vozový park čítal na konci roku 2011 celkem 660 trolejbusů, které jezdily na 15 linkách označených čísly 101–109, 111, 112, 114, 115, 118 a 124.
Plány na rozvoj pekingské MHD počítají do roku 2017 s nahrazením dieselových autobusů hybridními trolejbusy s akumulátorem.